# Panguang Lu
Panguang Lu (chiń. 潘广路站) – stacja metra w Szanghaju, na linii 7. Zlokalizowana jest pomiędzy stacjami Luonan Xincun i Liuhang. Została otwarta 30 czerwca 2011.